# 湾岸協力会議

GCC旗

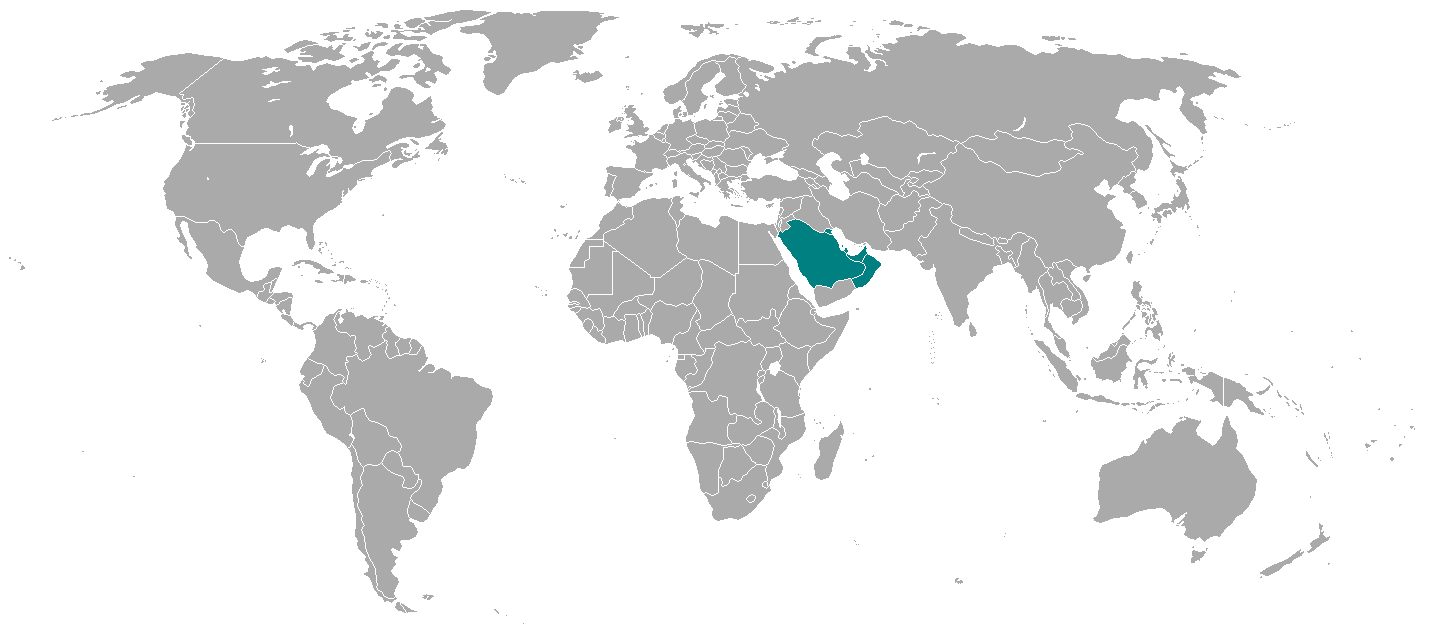
湾岸協力会議の加盟国

湾岸協力会議（わんがんきょうりょくかいぎ、英語：Gulf Cooperation Council、英略称：GCC、アラビア語：مجلس التعاون لدول الخليج العربية）は、中東・ペルシア湾岸地域における地域協力機構である。正式名称は「Cooperation Council for the Arab States of the Gulf（湾岸アラブ諸国協力会議、CCASG）」。日本政府での呼称は湾岸協力理事会(GCC)。
1981年5月25日にアブダビで設立。本部はリヤド。事務総長は2023年2月1日よりクウェートのジャーシム・ムハンマド・アル＝ブダイウィ(Jassim Muhammad al-Budaiwi)。

## 主な活動
2009年12月15日、第30回湾岸協力会議の首脳会議がクウェート市において二日間の日程で開かれた。採決された最終コミュニケは、各国は通貨同盟の設置、域内の経済・軍事協力、テロ対策、地球温暖化問題への対応、イラン核問題の平和的解決、イエメン内紛問題でのサウジアラビアへの支援を確認した。通貨統合の課題ではアラブ首長国連邦（UAE）とオマーンが欠席し、これらを除く参加国首脳が GCC通貨同盟発足に合意した。
1991年の湾岸戦争で合同軍をイラクに占領されたクウェート解放のために派遣するなど湾岸地域の安全保障を担っている側面を持っており、2011年バーレーン騒乱では初めて域内の軍事警察行動を行い、反政府デモを鎮圧した。また、2011年イエメン騒乱では、アリー・アブドッラー・サーレハ大統領退陣を含む調停案を提示している。

## 加盟国

### 一覧
加盟国は、6ヶ国。ペルシア湾に面するすべての国が加盟しているわけではない。
- サウジアラビア
- カタール
- アラブ首長国連邦
- バーレーン
- クウェート
- オマーン

### 加盟交渉中の国
イラクは、現在非加盟だが、湾岸諸国の支援を得てイラン・イラク戦争を行っていたサッダーム・フセイン政権下のイラクは湾岸戦争前までは準メンバーであり、イラク戦争後もイラク政府は加盟を希望している。
イエメンは加盟交渉中であり、かつては2016年までには加盟するとの意思を見せたが実現しなかった。イエメンは2017年現在内戦状態にあるがGCCはアブド・ラッボ・マンスール・ハーディー大統領率いる政権を支援しており、2017年5月に同国南部に樹立された反ハーディーの評議会を拒否するなどしている。
また、同じ王制国家であるヨルダンとモロッコの加盟も交渉中である。

## 設立の趣旨
主な設立趣旨は下記の通り：
- 加盟国間の経済・金融・貿易・通関・観光・立法・行政における共通規制の確立
- 鉱工業・農業・水利・畜産資源の科学技術的進歩
- 科学研究センターの設立
- ジョイントベンチャー（共同企業体）の設立
- 民間部門の協力推進
- 人的交流の強化推進
- 湾岸共通通貨「ハリージー（Khaleeji）」を2010年までには導入（但し、オマーンは日程には異議を表明）[17]